# Économie des régimes fascistes

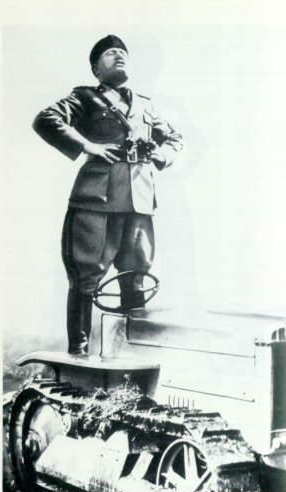
Benito Mussolini campé sur un tracteur, photo de propagande pour la bataille du blé.

L'économie des régimes fascistes fait référence aux politiques économiques instaurées par les régimes fascistes et concerne les évolutions économiques des pays dominés par ces régimes.

## Concept
Poser la question des politiques économiques des régimes fascistes soulève une première question, qui est celle de la singularité des politiques économiques fascistes. L'existence de telles singularités est débattue chez les historiens, les économistes et les politistes.
David Lewis Baker, de l'université de Warwick, soutient que le système économique fasciste est bien distinct des systèmes économiques inspirés d'autres idéologies du fait de caractéristiques singulières et inimitables par les autres systèmes. Toutefois, les chercheurs Stanley Payne, Robert Paxton et Zeev Sternhell soulignent que les politiques économiques des régimes fascistes, si elles comportent des ressemblances entre elles, ne forment pas une branche indépendante des politiques économiques, ni encore une école de pensée économique,,. 
D'autres chercheurs, tels Feldman et Mason, mettent en lumière une absence de cohérence de la pensée économique fasciste, qui prend des formes différentes et a recours à des canaux économiques divers.

## Politiques économiques

### Interventionnisme
Les régimes fascistes ont eu différentes positions au sujet de l'intervention de l'État dans l'économie.
L'Italie fasciste montre une absence de cohérence et de stabilité idéologique. Benito Mussolini, qui est nommé dans un contexte de tensions sociales et de craintes vis-à-vis d'une insurrection communiste, s'aligne sur le patronat italien et annonce un retrait complet de la puissance publique dans l'économie. Il affirme peu après son arrivée au pouvoir que « le gouvernement [fasciste] assurera la liberté totale à l'entreprise privée et abandonnera toute intervention dans le secteur privé ». Ainsi, de 1922 à 1926, le parti fasciste suit une politique économique libérale : le ministre de l'économie, Alberto De Stefani, est un ancien ministre centriste qui met en place une politique de laissez-faire, avec une libéralisation du commerce international et une réduction des dépenses publiques et des impôts pesant sur contribuables les plus aisés. Ces politiques de dérégulation, nouvelles en Italie, ont conduit certains économistes à analyser le néolibéralisme comme ayant des racines dans le fascisme italien du début des années 1920. Lorsque le patronat exige l'abandon des politiques économiques libérales vers 1926, considérant que le retour au protectionnisme permettrait de protéger l'Italie de la concurrence internationale grandissante, Mussolini obtempère : après avoir remercié De Stefani du fait de sa volonté de lutter contre la spéculation boursière, il interdit les grèves et déploie une politique protectionniste. La rhétorique protectionniste permet d'affirmer, dans une optique propagandiste, la présence de l'Etat au sein de la vie sociale. Malgré l'accroissement de l'intervention publique à la suite de la Grande Dépression, le gouvernement se félicite d'avoir sauvé l'économie sans avoir jamais empiété sur la propriété privée (« En Italie, grâce à l'action du gouvernement fasciste, la propriété privée a non seulement été sauvée, mais aussi renforcée »). Si Mussolini promeut la politique de l'État-patron, il réduit dans le même temps le nombre de fonctionnaires et impose aux collectivités des mesures de rigueur pour réduire leur déficit budgétaire. Le tournant idéologique en faveur de l'autarcie et d'un sur-protectionnisme a lieu à cette époque, à la suite de la Guerre d'Éthiopie, favorisant alors un interventionnisme plus fort et la remise en cause du libre-échange. Cette ambiguïté au sujet de l'intervention de l'État dans l'économie est enfin visible pendant la Seconde Guerre Mondiale. Ainsi, en 1940, Mussolini cherche à nationaliser les grands secteurs stratégiques pour pouvoir contrôler l'économie de guerre, mais obtempère face au refus du patronat. Il obtempère de nouveau en 1944 lorsqu'il refuse sous la pression de l'Allemagne nazie et du patronat italien la socialisation intégrale de l'économie proposée par Bombacci. 
De manière similaire à l'Italie fasciste, l'Allemagne nazie perpétue dans les premières années du régime les politiques des gouvernements précédents. Hitler nomme au ministère de l’Économie Hjalmar Schacht, un centriste libéral qui, comme beaucoup de ses collègues, s'est converti au keynésianisme. Il met en œuvre une politique de relance budgétaire par la dépense, en développant notamment les infrastructures. Hermann Göring poursuit cette politique interventionniste à travers le plan de quatre ans. L'interventionnisme sera comme pour l'Italie fasciste encore plus marqué pendant la guerre, bien que Hitler se refuse à toute économie dirigée. 

### Privatisations
L'économie fasciste et l'économie nazie sont des économies de privatisations. Les biens publics sont revendus massivement : les nazis et les fascistes sont à ce titre à contre-courant des régimes libéraux-démocratiques.

### Propriété privée
Le fascisme italien a une attitude ambiguë envers la propriété privée, qui évolue avec le temps. Mussolini se félicite d'avoir sauvé l'économie sans avoir jamais empiété sur la propriété privée après 1929, et de l'avoir en plus renforcée, mais vante également en 1934 que les trois quarts de l'économie italienne soit « entre les mains de l’État ». Néanmoins, cette part de l'économie n'était pas nationalisée : elle restait privée mais l'État possédait une large part des actions de ces entreprises.
Le nazisme se montre en faveur de la propriété privée, tout en adoptant aussi une position ambiguë. Adolf Hitler affirme en privé, en 1942 : « J'insiste absolument sur la protection de la propriété privée », et ajoute qu'« il faut encourager l'initiative individuelle » ; toutefois, il se montre favorable à l'annulation de la propriété privée dès lors que le gouvernement l'exige.

### Politique monétaire
Les politiques monétaires fascistes ne semblent pas s'inscrire dans une différence radicale vis-à-vis des politiques monétaires des pays libéraux-démocratiques. Lorsque l'inflation frappe l'Italie au milieu des années 1920, Mussolini ordonne une politique monétaire restrictive ; celle-ci fait tomber l'économie de la péninsule dans une situation de déflation. Hitler mène au contraire une politique monétaire principalement expansionniste afin de contrecarrer les effets de la déflation qui menace l'Allemagne.

## Filiation théorique
Les régimes fascistes ont, pour certains, affirmé une filiation théorique avec des économistes et leurs modèles de pensée. Mussolini se montre ainsi favorable dans les années 1930 au keynésianisme, regrettant toutefois que son créateur soit de gauche. Il admet néanmoins que le fascisme est avant tout un opportunisme qui évolue en fonction du contexte, déclarant : « nous serons aristocrates et démocrates, conservateurs et libéraux, réactionnaires et révolutionnaires, légalistes et illégalistes, en fonction des circonstances de temps, de lieu et d'environnement ». Mussolini a d'ailleurs entretenu un rapport complexe au socialisme, qu'il critique ou qu'il défend en fonction de la définition qui en est donnée. Hitler, de son côté, explique que « la caractéristique fondamentale de [notre] théorie économique est que [nous n'avons] pas de théorie du tout ». Il a insisté pour expliquer que le terme de socialiste dans le nom du parti ne se réfère à aucune théorie socialiste, mais témoigne de la volonté de créer une révolution sociale, révolution qu'il estime accomplie après la prise du pouvoir en janvier 1933, au détriment des éléments les plus radicaux du nazisme qui estimaient qu'un changement de la structure économique et sociale était nécessaire.